# OKO.press
OKO.press – polski internetowy serwis informacyjny i opiniotwórczy o tematyce polityczno-społecznej, głównie skoncentrowany na dziennikarstwie śledczym, fact-checkingu i kontroli władzy.

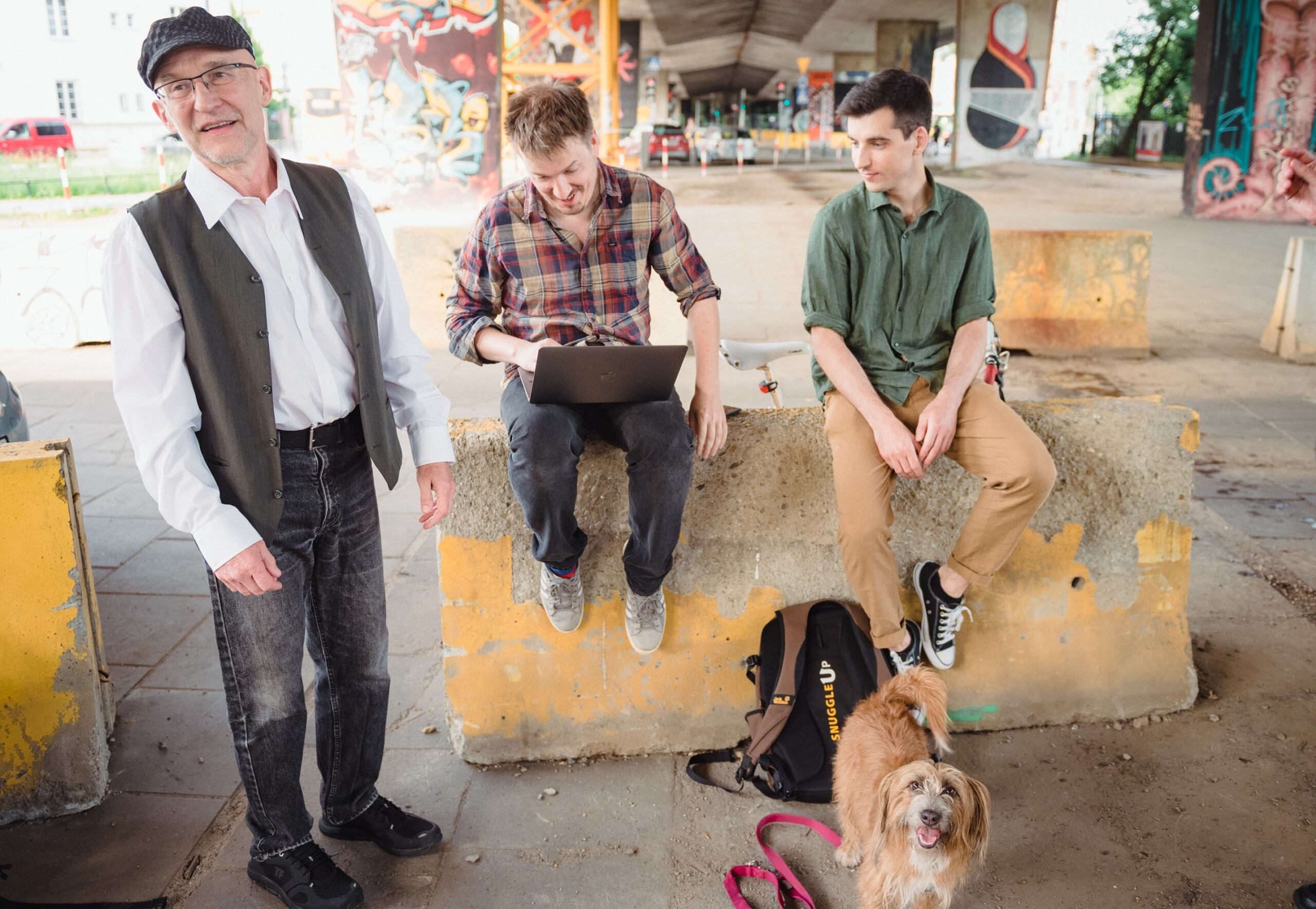
Piotr Pacewicz, Bartosz Kocejko i Daniel Flis z redakcji OKO.press

## Historia
Serwis OKO.press powstał 15 czerwca 2016 jako inicjatywa Fundacji Ośrodka Kontroli Obywatelskiej „OKO”, założonej przez Seweryna Blumsztajna, Helenę Łuczywo, Jana Ordyńskiego, Piotra Pacewicza i Jacka Rakowieckiego.
Powstanie portalu było możliwe dzięki wsparciu Agory, spółki Polityka oraz osób prywatnych. Impulsem do jego utworzenia była potrzeba odpowiedzi na kryzys niezależnych mediów po 2015 roku i chęć przeciwdziałania nadużyciom ze strony władzy. OKO jest przedsięwzięciem non-profit, utrzymującym się dzięki dobrowolnym wpłatom czytelników (cyklicznym i jednorazowym, a także odpisu 1,5% podatku) oraz grantom przyznawanym przez niezależne organizacje pozarządowe.
W 2023 roku portal odwiedziło ponad 17 milionów użytkowników, generując prawie 65 milionów odsłon. Dla porównania - w pierwszym przypadku jest to wzrost o 13%, a w drugim o 54% w stosunku do roku 2022.

## Działalność i zespół redakcyjny
Serwis OKO.press stanowi obywatelskie narzędzie kontroli władzy, a jego publikacje koncentrują się na weryfikacji wypowiedzi polityków i osób publicznych, nagłaśnianiu nadużyć i przypadków korupcji, a także analizach realizacji obietnic rządzącej partii i urzędującego prezydenta.
Do kluczowych formatów należą bieżące newsy, dziennikarskie śledztwa, sondaże realizowane we współpracy z Ipsosem, reportaże, podcasty ("Drugi rzut OKA" oraz "Program Polityczny"), a także teksty analityczne poświęcone zagadnieniom gospodarczym, demograficznym, społecznym, prawnym i politycznym.
W weekendy portal oferuje dwa specjalne wydania - "Sobota prawdę Ci powie", skupiającą się na weryfikacji wypowiedzi osób publicznych i obalaniu mitów oraz "Niedziela Cię zaskoczy", czyli zbiór analiz, wywiadów i reportaży, których celem jest ukazanie znanych tematów z nieoczywistej perspektywy.
W latach 2016-2024 redaktorem naczelnym serwisu był Piotr Pacewicz, wcześniej wicenaczelny Gazety Wyborczej. Od 2024 funkcję redaktorów naczelnych wspólnie objęli Magdalena Chrzczonowicz i Michał Danielewski. W 2025 roku, po sześciu latach współpracy z redakcją, Michał Danielewski zrezygnował ze stanowiska. Wicenaczelnym został Bartosz Kocejko-Szukalski, wcześniej związany z zespołem redakcyjnym.
Zespół redakcyjny współtworzą również Miłada Jędrysik, Agnieszka Jędrzejczyk, Edward Krzemień oraz Izabela Wierzbicka.
Zespół dziennikarski tworzą m.in.: Anton Ambroziak, Witold Głowacki, Khrystyna Harbich, Mariusz Jałoszewski, Katarzyna Kojzar, Anna Mierzyńska, Włodzimierz Nowak, Leonard Osiadło, Paulina Pacuła, Natalia Sawka, Dominika Sitnicka, Jakub Szymczak, Agata Szczęśniak, Marcel Wandas, Sławomir Zagórski.

## Pozycja na rynku mediów
OKO.press od kilku lat znajduje się w czołówce najbardziej opiniotwórczych mediów internetowych w Polsce, pomimo braku przynależności do żadnej dużej grupy medialnej.
W raporcie Digital News Report 2024, przygotowanym przez The Reuters Institute, portal uplasował się w czołówce najczęściej odwiedzanych źródeł informacji online w Polsce, osiągając tygodniowy zasięg na poziomie 6%.

## Krytyka
OKO.press było stroną w kilku głośnych postępowaniach sądowych oraz przedmiotem publicznej krytyki, zarówno ze strony polityków, jak i organizacji społecznych.
W 2025 roku sąd oddalił powództwo wytoczone przez Tomasza Porębę, byłego europosła PiS, który pozwał redakcję za publikacje dotyczące jego nieruchomości w Chorwacji. Sąd potwierdził prawdziwość ustaleń dziennikarzy OKO.press. W konsekwencji Centralne Biuro Antykorupcyjne wszczęło kontrolę oświadczeń majątkowych polityka.
W 2024 roku sąd orzekł na korzyść OKO.press w sprawie przeciwko deweloperowi BBI Development. Spór dotyczył cyklu artykułów z 2022 roku o planowanej inwestycji Roma Tower, realizowanej wspólnie z archidiecezją warszawską. Sąd uznał, że dziennikarze dochowali należytej staranności i rzetelności.
W 2023 roku sąd oddalił pozew Polskiej Fundacji Narodowej przeciwko OKO.press dotyczący artykułu o tzw. "znikającym" stypendium, które miało wspierać badania nad dziedzictwem komunizmu. Redakcja oceniła pozew jako przykład działania typu SLAPP, mającego na celu zniechęcanie dziennikarzy do krytykowania wpływowych instytucji.
W 2023 roku Michał Woś wygrał proces apelacyjny przeciwko OKO.press w sprawie publikacji dotyczącej zakupu systemu operacyjnego dla Centralnego Biura Antykorupcyjnego.
Redakcja OKO.press bywa również krytykowana za jednostronny przekaz i zbyt silne akcentowanie krytyki wobec Prawa i Sprawiedliwości.

## Nagrody

### 2025
- Nagroda Fundacji im. Karola Pilarczyka - przyznana za wspieranie demokracji i praworządności[17]
- European Press Prize - nominacja dla Agnieszki Rodowicz za tekst "Bo jeśli umrę, nikt się tym nie przejmie", który znalazł się na shortliście 2025[18]
- Nagroda Wirtual Wirtualnych Mediów - przyznana za funkcjonalność Audio AI[19]

### 2024
- Wyróżnienie Fundacji Polcul im. Jerzego Bonieckiego - dla Katarzyny Kojzar za bezkompromisowość i konsekwencję w nagłaśnianiu zaniedbań władz w obszarze ochrony środowiska naturalnego[20]

### 2023
- Polsko-Niemiecka Nagroda Dziennikarska im. Tadeusza Mazowieckiego - dla Katarzyny Kojzar za reportaż "Rzeka płynie i umiera. Czy walka o Odrę jest z góry przegrana?"[21]

### 2022
- Nagroda im. Teresy Torańskiej magazynu Newsweek - dla Doroty Borodaj[22]
- Pióro Nadziei - nagroda Amnesty International dla Agnieszki Jędrzejczyk[23]
- Nagroda im. Inge Feltrinelli - dla Agaty Kubis, fotoreporterki OKO.press, za cykl zdjęć z polsko-białoruskiej granicy[24]
- Festiwal Wrażliwy w Gdyni - nagroda dla Szymona Opryszka i Doroty Borodaj za reportaże OKO.press[25]

### 2021
- Nagroda Stowarzyszenia Sędziów Polskich Iustitia - dla Mariusza Jałoszewskiego za pracę na rzecz praworządności w Polsce[26]
- Pióro Nadziei - nagroda Amnesty International dla Szymona Opryszka za serię reportaży o drodze do granicy polsko-białoruskiej[27]

### 2020
- Freedom of Expression Award - przyznana dla OKO.press przez organizację Index on Censorship za obronę wolności słowa w Polsce[28]
- Korony Równości - w kategorii "media" przyznana redakcji OKO.press w plebiscycie Kampanii Przeciw Homofobii za zaangażowanie w walkę o równe prawa dla społeczności LGBT[29]

### 2019
- Nagroda Radia Zet im. A. Woyciechowskiego - Bianka Mikołajewska uhonorowana "Dziennikarką Dekady 2010-2019"[30]

### 2018
- Pióro Nadziei - nagroda Amnesty International dla Antona Ambroziaka[31]

### 2016
- Grand Press - w kategorii "Dziennikarka roku" przyznana Biance Mikołajewskiej[32]
- Grand Press - w kategorii "News" przyznana za cykl tekstów "Afera misiewiczowa" Konrada Radeckiego-Mikulicza i Stanisława Skarżyńskiego[33]